# RC–135
Az RC–135 rádióelektronikai felderítő repülőgép, melyet az Egyesült Államokban a Boeing C–135 Stratolifter (a Boeing 707 katonai változata) átalakításával hoztak létre. Az Amerikai Légierő használja. 1961-es rendszeresítése óta számos változatát hozták létre.

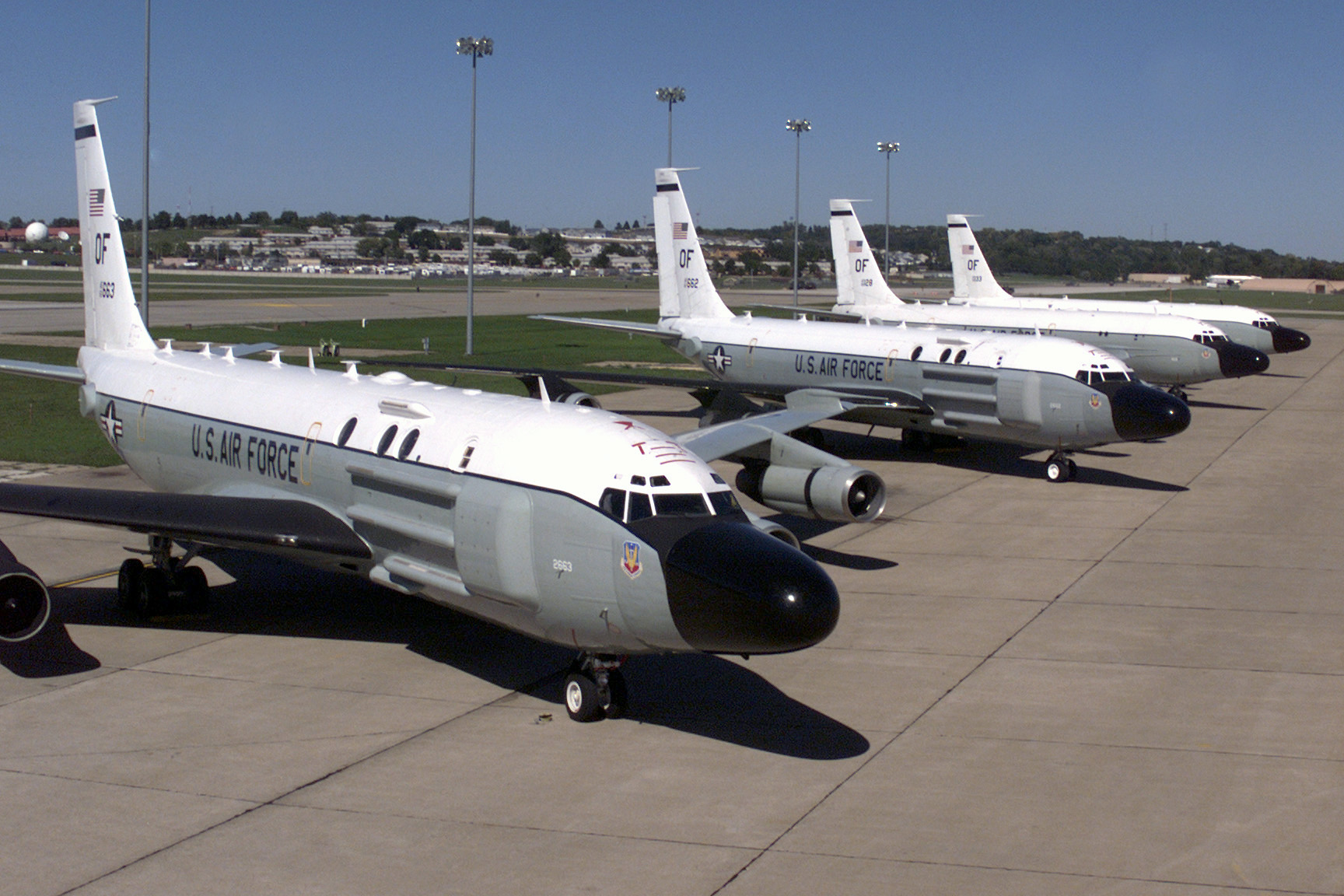
RC–135 flotta

## Története
1964–65-ben a baltimore-i Martin Aircraft az Amerikai Légierő 10 darab - TF33-P-9 típusú hajtóművekkel felszerelt KC–135 típusjelzésű légi utántöltő repülőgépét átalakította RC–135B felderítő repülőgéppé. Egy 1967-es átalakítás során a törzs elülső részére mindkét oldalra egy-egy oldalra néző rádiólokátort szereltek, a légi utántöltést irányító személy számára a farok részben fenntartott kamrába pedig kamerákat helyeztek el. Azóta mindegyik példányt RC–135U vagy RC–135V változatúvá alakították át.

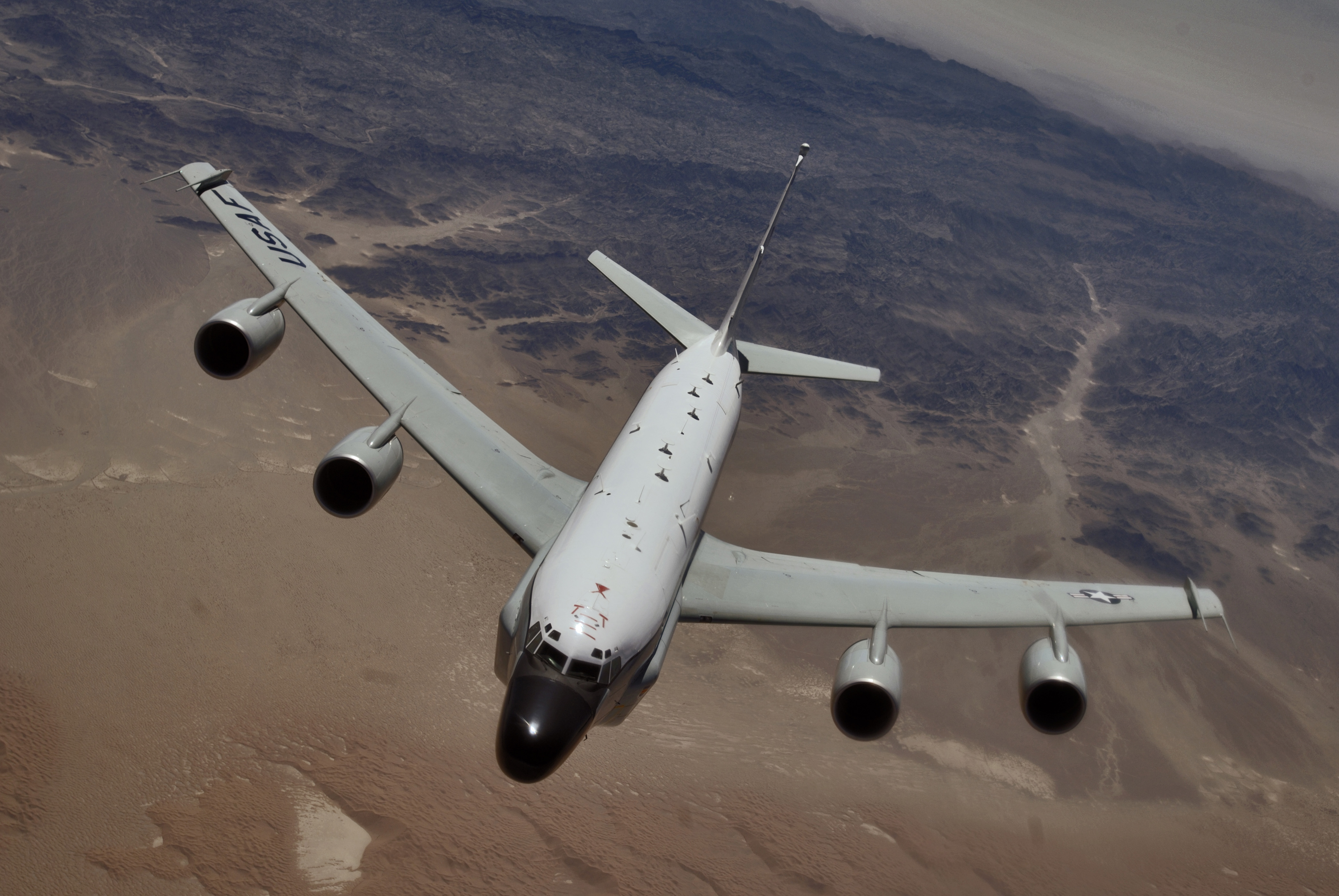
RC–135 Rivet Joint

Négy KC-135A légi utántöltő repülőgépből 1962-63-ban RC–135D típusjelzésű felderítő repülőgépet hoztak létre. A gép orr-része gyűszű alakú lokátorburkolatot kapott, valamint a törzs elülső részén elhelyezték az oldalra néző rádiólokátor antennáját rejtő keskeny áramvonalas burkolatot. A három megmaradt gépet 1975 és 1979 között visszaalakították légi utántöltővé.
Egy 1967-68-as átépítés során hat C–135B gépből RC–135M változatot alakítottak ki. Külsőleg a „D” változathoz hasonlít, azonban a törzs hátsó részén található könnycsepp alakú áramvonalas burkolat feltehetően egy oldalra néző rádiólokátort rejt. Néhányat közülük RC–135W változattá építettek át.
Két C–135B repülőgép RC–135S változatú lett. Az RC–135M változatnál már alkalmazott könnycsepp alakú nagyméretű burkolaton kívül hasonló alakú, de kisebb kidudorodások láthatók a függőleges vezérsík tövében, valamint a törzs elülső része körül dipólantennákat helyeztek el. Egy 1972-es átépítés után három nagyméretű ablak jelent meg a törzs jobb oldalán, valamint egy fekete, tükröződésmentes felület a jobb szárny felső felületén, valamint a konténereken és a tartókon. Ez valószínűleg annak jele, hogy a repülőgépet olyan elektrooptikai érzékelőkkel látták el, amelyekkel a szovjet ballisztikus rakéták kísérleti indításai alkalmával a légkörbe visszatérő tölteteket figyelhetik meg.
A KC-135R változat azért szokatlan, mert a „KC” jelölést a légi utántöltő repülőgépek kapják, ráadásul a fenti változattá átépített négy KC-135 gépet nem egy sorozatban, hanem egyenként, 1963-ban, 1970-ben és kettőt 1971-ben alakítottak át.
Jellegzetessége a gyűszű alakú orr-rész, a törülközőtartóhoz hasonlítható antenna a törzs elülső részének tetején, valamint az RC–135M-nél meglévő könnycsepp-szerű áramvonalas burkolatok.
Három RC–135C átépítésével 1971-ben létrehozták napjaink RC–135U típusjelzésű repülőgépeit. Az eredeti orr-rész utal a repülőgép korára, azonban más szempontból a gépet jelentősen átalakították. Az orr-rész alá antennát építettek be, a törzs elülső részén dipólantennákat találhatunk, a törzs két oldalán az oldalra néző rádiólokátorok nagyméretű antennái vannak, a törzs alsó részére kisméretű antennaburkolatot építettek, átépítették az antennákat tartalmazó szárnyvégeket, felismerhető az RC–135T változat két huzalantennája, valamint egy tojás alakú áramvonalas burkolat az oldalkormány tetejénél, továbbá meghosszabbították a farokrész nyúlványát.
Hét RC–135C gép átépítésével 1973 és 1977 között létrehozták az RC-135V flottát, a nyolcadik „V” változatú gép pedig egy „U” átalakításának eredménye.

## Rendszeresítői
USA
- Az Amerikai Egyesült Államok Légiereje

## Jövőbeli használói
GBR
- Brit Királyi Légierő - Felmerült, hogy az amerikai légierő három KC-135R gépét RC–135 V/W Rivet Joint-standarddá való átalakítás után a Defense Security Cooperation Agency közreműködésével a brit légierőnek értékesítenének.

## Típusai és küldetései

### KC-135A
Legalább három KC-135A tankert típusnév változtatás nélkül alakítottak át ideiglenes felderítőgéppé. Az 55-3121, az 59-1465 és az 59-1514 sorozatszámú KC-135A-k átalakítását 1961-ben kezdték el. Abban az évben jelentette be a Szovjetunió, hogy Novaja Zemlja felett felrobbant egy 50 megatonnás hidrogénbombát, az úgynevezett Cár-bombát. Egy repülőgépet (valószínűleg az 55-3121-et, vagy az 59-1465-öt) a Big Safari program keretén belül Speed Light konfigurációba építették át azért hogy az atomkísérletről információt szerezzen. Ennek a küldetésnek a sikere sarkallta két további repülőgép felderítővé való átalakítását.

### KC-135R Rivet Stand / Rivet Quick
Nem összekeverendő a sokkal későbbi, CFM F108 hajtóművekkel ellátott KC-135R légi utántöltő-géppel. A KC-135R típusjelölést 1967. júliusától alkalmazták a korábban felderítőgéppé átalakított három KC-135A-ra, Rivet Stand programnév alatt. Az 1967-ben az Offut légitámaszpont közelében lezuhant 59-1465 sorozatszámú gép utódjaként az 58-0126 sorozatszámú gépet alakították át. A gépek külső megjelenése a típus története alatt számos változáson esett át, de általában jellemző a géptörzs felső gerince mentén található ”törölközőtartó„ antenna, valamint a géptörzs első része alatti radóm. Az első három utántöltőből átalakított repülőgépnél még megmaradt a tankerek radómja, az 58-0126 az RC–135 ”malacorrát„ kapta. A légi utántöltő berendezés helyére a személyzet által ”blivet„-nek nevezett, a gép mögött vontatott érzékelő-rendszert szerelték be. Ezt a rendszert a Briar Patch és a Combat Lion fedőnevű bevetéseknél használták. A négy Rivet Stand / Rivet Quick kiépítésű gépből napjainkra egy sem maradt; a gépek vagy lezuhantak, vagy más típussá építették át őket.

### KC-135T Cobra Jaw
Az 55-3121 sorozatszámú KC-135R Rivet Quick gépet 1970-ben a Lockheed Air Service építette át a Cobra Jaw program egyedi KC-135T konfigurációjába. Külsőleg a gép ”malacorr„ radómot kapott, az orr-rész alá agyarra hasonlító pörgő antennákat, a géptörzs elülső részének tetejére egy nagy pengeantennát, a gerincre egy ”törölközőtartó„-antennát, a függőleges vezérsík két oldalára csepp alakú antennát, valamint egy trapéz alakú berendezést a légi utántöltő-berendezés helyére. A gép orrán rövid ideig a Ford Cobra Jet rajzfilm kobrája volt látható. A gépet később RC–135T Rivet Dandy konfigurációra építették át.

### RC-135A
Az RC–135A egy fotó-feltérképezés-platform volt, amit az ”Air Photographic & Charting Service„ által rövid ideig hasznosítottak. A küldetésben hamarosan átvették a szerepet műholdak, és az RC–135A-k vissza lettek módosítva személyzet szállítóra. Az eredeti alkatrészek szállítási késedelme miatt, a RC–135 A-k voltak az utolsók az egész C-135 sorozatban, amiket kézbesítettek az USAFnak.

### RC-135B
Az RC–135 kiszállítási verziója. Az RC–135B-t soha sem használták hadműveletben, ahogy nem is volt semmilyen Boeing által telepített különleges felszereltsége. A teljes RC–135B állomány 10 repülőgépből állt és közvetlenül a Martin Aircraft telepére szállították, Marylandi Baltimore-ba módosításért és a küldetés-berendezés üzembe helyezéséért a Big Safari program alatt. Befejezését követően, az RC–135B gépek külsejét azonnal átalakították RC–135C típusnak megfelelőre.

### RC-135C Big Team
Módosított és külsőleg átalakított RC–135B repülőgépek, amiket stratégiai felderítésre használtak. El voltak látva az AN/ASD-1, elektronikus intelligencia (ELINT) rendszerrel. Ezek fel voltak szerelve nagy ”pofa" tartályokkal a repülőtörzs elején, tartalmazva az Automatikus ELINT Emitter helymeghatározó rendszert (AEELS - nem oldalra néző légi Radar - SLAR, ahogy gyakran idézték). Ezenkívül tartalmazott még számos egyéb antennát és kamerát az újratöltő nyílás környékén, a hátsó géptörzsön. A repülőgépek személyzete két pilótából, két navigátorból, egy repülőmérnökből, több hírszerző-specialistából, és légi nyelvészből állt. Amikor a RC–135C-k véglegesen elkészültek, az SAC képes volt, hogy visszarendelje az RB-47H Stratojet flottáját a felderítő szolgálatból. Később mind a tíz repülőgép RC–135V Rivet Joint vagy RC–135U Combat Sent típussá lett átalakítva, amik még ma is szolgálatban vannak.

### RC-135V/W Rivet Joint
Az Amerikai Egyesült Államok Légiereje az RC-135V Rivet Joint repülőgépet is alkalmazta a 2021-22-es orosz-ukrán konfliktussal kapcsolatban végzett hírszerző tevékenységei során a Balti-tenger és a Fekete-tenger térségében.

### RC-135X Cobra Eye
Az egyetlen RC–135X Cobra Eye-t az 1980-as évek második felében készítették a 62-4128-as oldalszámú C-135B „távolság és hatósugár-mérő” gépből. Az volt a feladata, hogy nyomon kövessen interkontinentális ballisztikus rakéta indító járműveket. 1993-ban belőle fejlesztették ki a RC–135S Cobra Ballt.

## Fordítás
- Ez a szócikk részben vagy egészben  a   Boeing RC-135 című angol Wikipédia-szócikk fordításán alapul.  Az eredeti cikk szerkesztőit annak laptörténete sorolja fel. Ez a jelzés csupán a megfogalmazás eredetét és a szerzői jogokat jelzi, nem szolgál a cikkben szereplő információk forrásmegjelöléseként.